# Kalypso Stavrou
Kalypso Stavrou (griechisch Καλυψώ Σταύρου; * 8. Juli 1998) ist eine zyprische Leichtathletin, die sich auf den 400-Meter-Hürdenlauf spezialisiert hat.

## Sportliche Laufbahn
Erste internationale Erfahrungen sammelte Kalypso Stavrou im Jahr 2015, als sie bei den Junioren-Balkan-Meisterschaften in Pitești in 1:02,45 min den fünften Platz über 400 m Hürden belegte. Anschließend schied sie bei den Junioreneuropameisterschaften in Eskilstuna mit 1:03,42 min in der ersten Runde aus und gelangte dann bei den Commonwealth Youth Games in Apia mit 1:02,90 min auf Rang vier. 2022 wurde sie bei den Balkan-Meisterschaften in Craiova in 59,90 s Fünfte im B-Lauf und im Jahr darauf siegte sie in 1:00,45 min bei den Spielen der kleinen Staaten von Europa (GSSE) in Marsa im Hürdenlauf sowie in 3:44,31 min auch mit der zyprischen 4-mal-400-Meter-Staffel. Anschließend wurde sie bei der 2. Liga der Team-Europameisterschaft im Rahmen der Europaspiele in Chorzów in 59,61 s Zweite im B-Lauf über 400 m Hürden, ehe sie bei den Balkan-Meisterschaften in Kraljevo in 59,90 s den siebten Platz belegte. 2024 gelangte sie bei den Balkan-Meisterschaften in Izmir mit 1:00,07 min auF Rang elf.
In den Jahren 2016, 2022 und 2023 wurde Stavrou zyprische Meisterin im 400-Meter-Hürdenlauf.

## Persönliche Bestzeiten
- 400 Meter: 57,34 s, 18. Juni 2016 in Nikosia
- 400 m Hürdenlauf: 59,61 s, 21. Juni 2023 in Chorzów